# Ящерицын, Пётр Иванович
Пётр Иванович Ящерицын (30 июня 1915, Людиново, Калужская губерния — 5 сентября 2005) — белорусский ученый в области технологии машиностроения. Академик АН БССР (1974, член-корреспондент с 1969), доктор технических наук (1963), профессор (1964). Заслуженный деятель науки и техники БССР (1972).

## Биография
Окончил Орджоникидзеградский машиностроительный институт (ныне Брянский государственный технический университет) в 1941 году. С 1952 года директор Минского подшипникового завода в Минске, с 1962 ректор и одновременно заведующий кафедрой БПИ, с 1976 исполняющий обязанности, с 1977 академик-секретарь Отделения физико-технических наук АН БССР.

## Научная деятельность
Работы по вопросам влияния технологической наследственности на эксплуатационные свойства деталей машин, технологии машиностроения, вопросам совершенствования финишных операций механической обработки деталей, шлифованию деталей, долговечности шлифованных деталей, технологии производства подшипников качения, надежности транспортных устройств автоматических линий. Депутат Верховного Совета БССР в 1963—1967 и в 1971—1975 годах.

### Научные работы
- Надежность транспортных устройств автоматических линий. — Мн., 1966 (совм. с. В. С. Мадорским)
- Шлифование металлов. — 2 изд. — Мн., 1970 (совм. с. Е. А. Жалнеровичем)
- Основы технологии механической обработки и сборки в машиностроении. — Мн., 1974
- Технологическая наследственность в машиностроении. — Мн., 1977 (совм. с. Э. В. Рыжовым, В. И. Аверченковым)
- Основы проектирования технологических комплексов в машиностроении / П. И. Ящерицын, Л. М. Акулович, Н. Л. Хейфец. — Минск, 2006.

## Награды
- Государственная премия БССР (1978).
- Орден Ленина
- Орден Октябрьской Революции
- Орден Трудового Красного Знамени
- Орден Дружбы народов
- Орден Франциска Скорины (2000) — за многолетнюю плодотворную научно-педагогическую деятельность, подготовку научных кадров.
- Многочисленные медали и другие почётные награды[1].